# Стефан Илић (фудбалер, 2001)
Стефан Илић (Ниш, 25. фебруара 2001) српски је фудбалски голман који тренутно наступа за Раднички из Пирота.

## Каријера
Стефан Илић је рођен у Нишу, где прошао све млађе селекције градског клуба, Радничког. За први тим свог матичног клуба по први пут је лиценциран у такмичарској 2018/19, Суперлиге Србије. У току исте, два пута се налазио у званичним протоколима утакмица. Као чувар мреже омладинске екипе свог клуба, Илић је био најмлађа голманска опција и наредне сезоне, код тренера Ненада Лалатовића и Милорада Косановића. После повреде до тада стандардног Николе Петровића, Илић је до краја такмичарске 2019/20. имао улогу резерве Боривоју Ристићу. Свој дебитантски наступ у професионалној конкуренцији, Илић је забележио 13. јуна 2020. године, у претпоследњем колу Суперлиге Србије. Заменивши Ристића, Илић је пред голом стајао у завршници сусрета са Радником у Сурдулици.
После одлуке спортског сектора нишког Радничког да из истоименог клуба из Пирота са позајмице повуче Милорада Којића, који се изборио за статус првог голмана тог клуба, Илић је уступљен пиротском прволигашу. Током припремног периода, пре почетка сезоне у Првој лиги Србије, бранио је на неколико пријатељских утакмица. За то такмичење, у сезони 2020/21. лиценциран је са бројем 12 на дресу. Званично је дебитовао на отварању сезоне, када је сусрет са краљевачком Слогом завршен резултатом 1 : 1. У Пирот је неколико дана касније дошао Марко Тркуља, као позајмљени играч Вождовца, те је Илић остао на клупи током сусрета 2. кола у Сремској Митровици, против тамошњег Радничког. До краја календарске године наступио је укупно 6 пута у Првој лиги Србије, као и у шеснаестини финала Купа Србије против новосадског Пролетера. За сезону 2021/22. Илић је прослеђен екипи Брзог Брода. Одазвао се летњој прозивци Радничког и пред почетак такмичарске 2022/23, али је нешто касније напустио клуб као слободан играч. За наредну сезону прешао је у екипу Тутина. Сачувао је мрежу на отварању сезоне против Такова и изабран у тим првог кола. Неколико дана касније прешао је у пиротски Раднички, по други пут у каријери.

## Репрезентација
У априлу 2015. године, Илић је позван на тренажно окупљање новоформиране најмлађе такмичарске селекције, у узрасту до 14 година старости, као један од тројице чувара мреже, уз Николу Степановића из Партизана и Луку Крстовића из Црвене звезде. Селектор Владимир Јешић га је, међутим, изоставио са списка играча међународни турнир, који је одржан у Загребу. За национални тим дебитовао је у кадетском узрасту током септембра 2017. године. За ту екипу наступио је у двомечу против одговарајућег састава Јерменије. Као селектор млађе омладинске репрезентације, Иван Јевић је Илића позвао на окупљање пред проверу са Италијом, у септембру 2018. Илић је касније добио позив за двомеч са вршњацима из БЈР Македоније, а наступио је на другом сусрету, на нишком Чаиру. На турниру у Шефајиму, где је био са својом селекцијом, Илић је наступио против Немачке. Он је потом био и на списку делегације која је представљала Србију на међународном турниру „Гран Канарија” на Канарским Острвима. Ту је наступио против екипе Јапана, као и домаће селекције. Коначно, Илић је био на списку за пријатељски сусрет са Словенијом, на ком је био у стартној постави своје екипе.

## Статистика

### Клупска
Ажурирано 14. септембра 2022.
|                            |          |                   |    |   |   |   |   |   |   |   |    |   |  |  |
| Раднички Ниш               | 2018/19. | Суперлига Србије  | 0  | 0 | 0 | 0 | 0 | 0 | — | — | 0  | 0 |  |  |
| Раднички Ниш               | 2019/20. | Суперлига Србије  | 1  | 0 | 0 | 0 | 0 | 0 | — | — | 1  | 0 |  |  |
| Раднички Ниш               | 2020/21. | Суперлига Србије  | 0  | 0 | — | — | — | — | — | — | 0  | 0 |  |  |
| Раднички Ниш               | 2021/22. | Суперлига Србије  | 0  | 0 | — | — | — | — | — | — | 0  | 0 |  |  |
| Раднички Ниш               | Укупно   | Укупно            | 1  | 0 | 0 | 0 | 0 | 0 | — | — | 1  | 0 |  |  |
|                            |          |                   |    |   |   |   |   |   |   |   |    |   |  |  |
| Раднички Пирот (позајмица) | 2020/21. | Прва лига Србије  | 6  | 0 | 1 | 0 | — | — | — | — | 7  | 0 |  |  |
|                            |          |                   |    |   |   |   |   |   |   |   |    |   |  |  |
| ОФК Брзи Брод (позајмица)  | 2021/22. | Српска лига Исток | 15 | 0 | — | — | — | — | — | — | 15 | 0 |  |  |
|                            |          |                   |    |   |   |   |   |   |   |   |    |   |  |  |
| Тутин                      | 2022/23. | Српска лига Запад | 1  | 0 | — | — | — | — | — | — | 1  | 0 |  |  |
|                            |          |                   |    |   |   |   |   |   |   |   |    |   |  |  |
| Раднички Пирот             | 2022/23. | Српска лига Исток | 1  | 0 | — | — | — | — | 0 | 0 | 1  | 0 |  |  |
| Раднички Пирот             | Укупно   | Укупно            | 7  | 0 | 1 | 0 | — | — | 0 | 0 | 8  | 0 |  |  |
|                            |          |                   |    |   |   |   |   |   |   |   |    |   |  |  |
| Каријера                   | Каријера | Каријера          | 24 | 0 | 1 | 0 | 0 | 0 | — | — | 25 | 0 |  |  |
|                            |          |                   |    |   |   |   |   |   |   |   |    |   |  |  |

### Утакмице у дресу репрезентације
| Репрезентација Србије у узрасту до 17 година старости | Репрезентација Србије у узрасту до 17 година старости | Репрезентација Србије у узрасту до 17 година старости | Репрезентација Србије у узрасту до 17 година старости | Репрезентација Србије у узрасту до 17 година старости | Репрезентација Србије у узрасту до 17 година старости | Репрезентација Србије у узрасту до 17 година старости | Репрезентација Србије у узрасту до 17 година старости | Репрезентација Србије у узрасту до 17 година старости | Репрезентација Србије у узрасту до 17 година старости |
| #                                                     | Датум                                                 | Такмичење                                             | Локација                                              | Домаћин                                               | Резултат                                              | Гост                                                  | Реф.                                                  |                                                       |                                                       |
| ----------------------------------------------------- | ----------------------------------------------------- | ----------------------------------------------------- | ----------------------------------------------------- | ----------------------------------------------------- | ----------------------------------------------------- | ----------------------------------------------------- | ----------------------------------------------------- | ----------------------------------------------------- | ----------------------------------------------------- |
| 1.                                                    | 12. септембар 2017.                                   | Пријатељска утакмица                                  | Кућа фудбала, Стара Пазова                            | Србија                                                | 4 : 0                                                 | Јерменија                                             | [ 29 ]                                                |                                                       |                                                       |
| 2.                                                    | 14. септембар 2017.                                   | Пријатељска утакмица                                  | Кућа фудбала, Стара Пазова                            | Србија                                                | 5 : 0                                                 | Јерменија                                             | [ 30 ]                                                |                                                       |                                                       |
| 2                                                     | Укупан број утакмица и постигнутих погодака           | Укупан број утакмица и постигнутих погодака           | Укупан број утакмица и постигнутих погодака           | Укупан број утакмица и постигнутих погодака           | Укупан број утакмица и постигнутих погодака           | Укупан број утакмица и постигнутих погодака           | Укупан број утакмица и постигнутих погодака           |                                                       |                                                       |

| Репрезентација Србије у узрасту до 18 година старости | Репрезентација Србије у узрасту до 18 година старости | Репрезентација Србије у узрасту до 18 година старости | Репрезентација Србије у узрасту до 18 година старости | Репрезентација Србије у узрасту до 18 година старости | Репрезентација Србије у узрасту до 18 година старости | Репрезентација Србије у узрасту до 18 година старости | Репрезентација Србије у узрасту до 18 година старости | Репрезентација Србије у узрасту до 18 година старости | Репрезентација Србије у узрасту до 18 година старости |
| #                                                     | Датум                                                 | Такмичење                                             | Локација                                              | Домаћин                                               | Резултат                                              | Гост                                                  | Реф.                                                  |                                                       |                                                       |
| ----------------------------------------------------- | ----------------------------------------------------- | ----------------------------------------------------- | ----------------------------------------------------- | ----------------------------------------------------- | ----------------------------------------------------- | ----------------------------------------------------- | ----------------------------------------------------- | ----------------------------------------------------- | ----------------------------------------------------- |
| 1.                                                    | 18. новембар 2018.                                    | Пријатељска утакмица                                  | Стадион Чаир, Ниш                                     | Србија                                                | 2 : 0                                                 | БЈР Македонија                                        | [ 34 ]                                                |                                                       |                                                       |
| 2.                                                    | 11. децембар 2018.                                    | Међународни фудбалски турнир                          | Шефајим, Израел                                       | Србија                                                | 1 : 1                                                 | Немачка                                               | [ 36 ]                                                |                                                       |                                                       |
| 3.                                                    | 6. фебруар 2019.                                      | Турнир Грaн Кaнaријa                                  | Маспаломас, Гран Канарија                             | Јапан                                                 | 6 : 0                                                 | Србија                                                | [ 38 ]                                                |                                                       |                                                       |
| 4.                                                    | 8. фебруар 2019.                                      | Турнир Грaн Кaнaријa                                  | Маспаломас, Гран Канарија                             | Канарска Острва                                       | 1 : 3                                                 | Србија                                                | [ 39 ]                                                |                                                       |                                                       |
| 5.                                                    | 13. јун 2019.                                         | Пријатељска утакмица                                  | Национални фудбалски центар Брдо, Брдо код Крања      | Словенија                                             | 0 : 0                                                 | Србија                                                | [ 41 ]                                                |                                                       |                                                       |
| 2                                                     | Укупан број утакмица и постигнутих погодака           | Укупан број утакмица и постигнутих погодака           | Укупан број утакмица и постигнутих погодака           | Укупан број утакмица и постигнутих погодака           | Укупан број утакмица и постигнутих погодака           | Укупан број утакмица и постигнутих погодака           | Укупан број утакмица и постигнутих погодака           |                                                       |                                                       |